# Електрохімічний потенціал
Електрохімі́чний потенціа́л — термодинамічна функція, що характеризує стан якого-небудь компоненту, що складається із заряджених частинок (електронів, іонів), у фазі даного складу. Електрохімічний потенціал може бути визначений як приріст будь-якого з термодинамічних потенціалів системи при введенні в неї однієї зарядженої частинки i-того компоненту при незмінних решти всіх змінних, від яких залежить даний потенціал. Таким чином, різниця електрохімічних потенціалів між двома точками є енергією, яка буде виділена в системі при переміщенні частинки між ними. Електрохімічний потенціал {\displaystyle {\tilde {\mu _{i}}}\,} виражається формулою:
{\displaystyle {\tilde {\mu }}_{\mathrm {i} }=\left({\frac {\partial G}{\partial {n_{\mathrm {i} }}}}\right)_{p,T,n_{\mathrm {j\neq i} }}}
де {\displaystyle G} — електрохімічна енергія Гіббса, що враховує електричне поле всередині фази, {\displaystyle n_{j}} — число молей різноманітних компонентів {\displaystyle j} в цій фазі, {\displaystyle T} — температура, {\displaystyle p} — тиск.

## Розрахунок електрохімічного потенціалу
Електрохімічний потенціал {\displaystyle {\tilde {\mu _{i}}}\,} частинки {\displaystyle i} в точці {\displaystyle A} в об'ємі певної фази визначається як робота, яку необхідно здійснити при перенесенні частинки {\displaystyle i} із точки, де потенціал дорівнює нулю, до точки {\displaystyle A}. Цей потенціал можна виміряти, якщо умовно розділити фазу на дві складові:
1. гомогенний об'єм, що не містить подвійного шару
2. оболонка, що містить заряд і подвійний шар.

Формально електрохімічний потенціал розбивають на два додатки, що характеризують хімічну і електричну складові такої роботи:
{\displaystyle {\tilde {\mu _{i}}}=\mu _{i}+z_{i}e\phi \,}
де {\displaystyle \mu _{i}\,} — хімічний потенціал i-того компоненту, {\displaystyle z_{i}\,} — валентність (заряд) частинки, {\displaystyle \phi \,} — електростатичний потенціал чи внутрішній потенціал, {\displaystyle e\,} — елементарний заряд; член {\displaystyle z_{i}e\phi \,} виражає роботу з подолання електричних сил. Якщо електрохімічний потенціал відноситься до 1 моля речовини, цей член дорівнює {\displaystyle z_{i}F\phi \,}, де {\displaystyle F\,} — число Фарадея.

## Внутрішній потенціал
Величину внутрішнього потенціалу не можна виміряти безпосередньо. Його можна розділити на дві складові, що відносяться до заряду на вільній оболонці і до орієнтованих диполів подвійного шару. 
{\displaystyle \phi =\psi +\chi }
де {\displaystyle \psi } — зовнішній потенціал, {\displaystyle \chi } — поверхневий потенціал. 
Зовнішній потенціал можна виміряти з теорії електростатики. Поверхневий потенціал виміряти неможливо. 

### Гальвані- та вольта- потенціали
Якщо розглядати різницю потенціалів між двома фазами {\displaystyle \alpha } і  {\displaystyle \beta } то можна визначити гальвані-потенціал ({\displaystyle \phi _{\alpha }-\phi _{\beta }}) і вольта-потенціал ({\displaystyle \psi _{\alpha }-\psi _{\beta }}). Вольта-потенціал можна виміряти експериментально, а гальвані-потенціал можна виміряти лише за умови коли обидві фази мають однаковий склад. 
В цьому випадку:
{\displaystyle {\tilde {\mu _{\alpha }}}-{\tilde {\mu _{\beta }}}=(\mu _{\alpha }+z_{\alpha }F\phi _{\alpha })-(\mu _{\beta }+z_{\beta }F\phi _{\beta })}
чи, враховуючи, що {\displaystyle \mu _{\alpha }=\mu _{\beta }}, адже склад фаз ідентичний 
{\displaystyle {\tilde {\mu _{\alpha }}}-{\tilde {\mu _{\beta }}}=z_{i}F(\phi _{\alpha }-\phi _{\beta })}
Різниця потенціалів ({\displaystyle \phi _{\alpha }-\phi _{\beta }}) є, таким чином, величиною, яку можна виміряти, так як вона є пропорційною різниці електрохімічних потенціалів. Різниця ({\displaystyle \phi _{\alpha }-\phi _{\beta }}) дорівнює ЕРС комірки, що має два виводи з металів ідентичного складу.